# 兰利的不定角度问题

兰利的不定角度问题

兰利的80-80-20三角形问题解决方案

兰利的不定角度问题（英語：Langley’s Adventitious Angles）是爱德华·曼·兰利于1922年在《数学公报》中提出的数学问题。 

## 问题
以其原始形式存在的问题如下：
在等腰三角形{\displaystyle ABC}中，
{\displaystyle \angle {B}=\angle {C}=80^{\circ }}，
作{\displaystyle CF}使{\displaystyle \angle {ACF}=30^{\circ }}交{\displaystyle AB}于{\displaystyle F}
作{\displaystyle BE}使{\displaystyle \angle {ABE}=20^{\circ }}交{\displaystyle AC}于{\displaystyle E}
证明：{\displaystyle \angle {BEF}=30^{\circ }}。 
James Mercer在1923年发现了一种解决方案。 该解决方案通过画一条辅助线，然后重复利用三角形的内角和为180°的定理，证明了在大三角形内绘制的几个三角形都是等腰的。
画{\displaystyle BG}使{\displaystyle \angle {GBC}=20^{\circ }}交{\displaystyle AC}于{\displaystyle G}，连接{\displaystyle FG}（请参见右下方的图。 ）
因为{\displaystyle \angle {BCG}=80^{\circ }}且{\displaystyle \angle {CBG}=20^{\circ }}，所以{\displaystyle \angle {BGC}=80^{\circ }}并且三角形{\displaystyle BCG}等腰，{\displaystyle BC=BG}
因为{\displaystyle \angle {BCF}=50^{\circ }}且{\displaystyle \angle {CBF}=80^{\circ }}，所以{\displaystyle \angle {BFC}=50^{\circ }}并且三角形{\displaystyle BCF}等腰，{\displaystyle BC=BF.}
因为{\displaystyle \angle {FBG}=60^{\circ }}且{\displaystyle BF=BG}，所以三角形{\displaystyle BGF}等边。
因为{\displaystyle \angle {BGE}=100^{\circ }}且{\displaystyle \angle {GBE}=40^{\circ }}，所以{\displaystyle \angle {GEB}=40^{\circ }}并且三角形{\displaystyle BGE}等腰，{\displaystyle GB=GE.}
因此，图中所有红线都相等。
因为{\displaystyle GE=GF}，因此三角形{\displaystyle EFG}等腰，{\displaystyle \angle {GEF}=70^{\circ }}。
因此{\displaystyle \angle {BEF}=30^{\circ }.}
也有许多其他解决方案。在相同的80-80-20三角形但内角不同的情况下，Cut the Knot列出了十二种不同解决方案和几个替代问题。

## 概括

不定四边形问题

对角线和边之间的角度均为有理角度的四边形（例如BCEF）称为不定四边形，当以度数或其他单位（以整圆为有理数）进行测量时，这些角度是有理数。除了兰利难题中出现的四边形外，还有其他许多的不定四边形。它们形成了几个无限的族和另外的零星集。 
对不定形四边形（不必是凸面的）进行分类，等同于对规则多边形中对角线的所有三重交集进行分类。这是由Gerrit Bol在1936年解决的（Beantwoording van prijsvraag＃17，新乌奇维斯肯德18岁，第14-66页）。实际上，他对正多边形中的所有多个对角线交点进行了分类（尽管有一些错误）。 Bjorn Poonen和Michael Rubinstein在1998年用计算机确认了他的结果（全部由人工完成），并纠正了错误。 这篇文章包含了问题的历史以及一张以规则三角和对角线为特征的图片。
2015年，一位匿名的日本女性使用笔名“aerile re”发布了第一个已知方法（3个外心的方法），以针对特殊类别的不定四边形问题构造基本几何的证明。这项工作解决了里格比（Rigby）在1978年的论文中列出的三个尚未解决的问题中的第一个。 